# Bactrocera brevistriata
Bactrocera brevistriata är en tvåvingeart som först beskrevs av Drew 1968.  Bactrocera brevistriata ingår i släktet Bactrocera och familjen borrflugor. Inga underarter finns listade.